# Aleksandr Konstantinovici
Aleksandr Petrovici Konstantinovici (în rusă Александр Петрович Константинович; n. 25 august 1832 – d. 12 septembrie 1903) a fost un om de stat rus, general-locotenent, și guvernator al guberniilor Turgai și Basarabia.

## Biografie
A absolvit cursul de artilerie la Școala din Mihailovsk, și la 7 august 1851 a fost promovat în grad de ofițer. Din 1860 a fost un profesor al Corpului de cadeți din Kiev, din 1863, profesor de matematică, iar din 1865 – profesor la gimnaziul militar din Kiev.
În 1867 a fost atașat al statului major al forțelor armate din Districtul militar St. Petersburg. În 1868 a fost numit în calitate de administrator a poligonului de artilerie din Districtul militar Riga. În 1873, pentru curajul dovedit în timpul campaniei din Hiva⁠(ru)[traduceți], a fost decorat cu Ordinul Sfântul Vladimir, în grad 3. În 1878 a fost numit în calitate de guvernator militar al guberniei Turgai și comandant în zonă. A organizat construcția orașului modern Kostanai. La 30 iulie 1883 a fost numit guvernator de Basarabia.
A fost înmormântat în cripta familiei din suburbia Rîșcani a Chișinăului.

## Legături externe
- ru Альманах современных русских государственных деятелей — СПб.: Тип. Исидора Гольдберга, 1897. — С. 677.